# 森田道博
森田 道博（もりた みちひろ、1970年10月18日 - ）は、日本の囲碁棋士。千葉県出身、日本棋院所属、田岡敬一に師事、藤沢秀行門下、九段。竜星戦優勝など。

## 経歴
千葉県千葉市生まれ。小学1年の時に新聞の囲碁欄に興味を持ち、入門書で囲碁を覚える。小学3年から碁会所に通い、囲碁ライターの田岡敬一に師事、福井正明の指導を受ける。1981年に少年少女囲碁大会小学生の部で4位入賞。1982年日本棋院院生。1984年入段。1985年棋聖戦二段戦優勝。1987年藤沢秀行に入門。1990年五段。1991年、天元戦本戦入り、21連勝を記録。1992年NEC俊英戦準優勝。1992、93年天元戦ベスト8。1993年七段。1994年、竜星戦の勝ち抜き戦8連勝で決勝トーナメントに進出、決勝で林海峰を破り棋戦初優勝。この年棋聖戦七段戦も優勝し、35勝12敗の成績で、当時棋道賞の新人賞は六段以下の規定だったが、「この欄に森田さんの名前がないということは、将来、（我々が）きっと恥ずかしい」という選考委員の意見で、規定を七段以下に改めて新人賞を受賞。
1995年、十段戦トーナメントで勝者組を勝ち抜いて挑戦者決定戦に進出するが、依田紀基に敗れる。1998年九段。2007年天元戦ベスト4、竜星戦ベスト4。
日中スーパー囲碁では、第2回に2番手で登場するが芮廼偉に敗退。第10回は常昊に敗退。1996年真露杯では1人抜き。

### タイトル歴
- 竜星戦 1994年
- NEC俊英囲碁トーナメント戦 1996年

### 他の棋歴
国際棋戦
- 日中囲碁交流
  - 1989年 6-1（○劉菁、×車沢武、○段嶸、○邵煒剛、○邱継紅、○方捷、○呉肇毅）
  - 1990年 0-1 楊暉
  - 1992年 2-0 馬石、0-1 楊士海
- 日中スーパー囲碁
  - 1986年 0-1（×芮廼偉）
  - 1995年 0-1（×常昊）
- 真露杯SBS世界囲碁最強戦
  - 1996年 1-1（○崔珪昞、×陳臨新）

国内棋戦
- 棋聖戦 二段戦優勝 1985年、五段戦優勝 1990年、七段戦優勝 1994年
- NEC俊英囲碁トーナメント戦 準優勝 1992、95年
- 竜星戦 準優勝 1999年

## 受賞等
- 棋道賞新人賞 1994年
- 棋道賞勝率第一位賞（33勝8敗、.805） 2007年
- 棋道賞連勝賞（14連勝） 2008年

## 注
1. ↑  『棋道』1995年3月号